# Protracheoniscus sexfasciatus
Protracheoniscus sexfasciatus is een pissebed uit de familie Trachelipodidae. De wetenschappelijke naam van de soort is voor het eerst geldig gepubliceerd in 1847 door Koch.